# Pretty Little Poison
«Pretty Little Poison» (с англ. — «Милый маленький яд») — песня американского кантри-певца Уоррена Зайдерса, вышедшая 17 марта 2023 года на лейбле Warner Records в качестве второго сингла дебютного студийного альбома Pretty Little Poison. Она была написана Зайдерсом, Райаном Бивером и Джаредом Кеймом, а продюсером выступил Росс Копперман.
Песня получила золотую сертификацию в Канаде и вошла в итоговый хит-парад кантри-музыки в США за 2023 год.

## История
Уоррен Зайдерс сказал о песне: «Это моя любимая песня, которую я когда-либо писал. Как мотылек на пламя, эта песня рассказывает о том, как можно впасть в искушение между любовью и токсичностью. О выборе чего-то или кого-то, что, как мы знаем, в конечном счете, причинит нам боль».
Заглавную композицию альбома он написал летом 2022 года вместе с Джаредом Кеймом и Райаном Бивером; летом 2023 года эта песня вошла в топ-40 чарта Billboard Country Airplay. У Райана была концепция возможного названия «Pretty Poison». Уоррен добавил к нему слово «Little», и по его словам «как только у нас появилась концепция и название, мы приступили к работе. Мы написали песню чуть больше чем за час, может быть, за два». Он также сказал: «Мне нужно было демо как можно скорее. Мы получили его на следующий день, я отправил запись своему менеджеру, и она попала в A&R, на лейбл. Все чувствовали, что она затронет многие жизни».

## Композиция
Она мой милый маленький яд

Моя душевная боль ночью

С поцелуем на губах, как цианид.

Да, она пришла с предупреждением

Но я не возражал
My heartache in the night

With a kiss on her lips just like cyanide

Yeah, she came with a warning

В песне «Pretty Little Poison» звучат гитарные риффы, а в лирике Уоррен Зайдерс рассказывает о том, что его легко поколебать под влиянием сиюминутной возлюбленной и старых воспоминаний, позволяя своему сердцу управлять головой. Он сравнивает свою страсть с ощущением зависимости от наркотика.

## Коммерческий успех
В августе 2023 года автор-исполнитель Уоррен Зайдерс впервые попал в чарт Billboard Hot 100, а песня «Pretty Little Poison» дебютировала на 86-й строчке. Песня, выпущенная в марте 2023 года на лейбле 717/Warner/WEA, получила 5,8 млн потоков в США (рост на 17 %), 3,3 млн проигрываний в радиоэфире (рост на 10 %) и 1 000 проданных цифровых загрузок (рост на 1 %) за неделю отслеживания с 11 по 17 августа, по данным Luminate. Песня также поднимается на 37 место в рейтинге Country Airplay, став первой позицией Зайдерса в этом чарте. Одновременно с этим песня «Poison» заняла 22 место в чарте Hot Country Songs, став самым высоким достижением Зайдерса. Ранее он имел в чарте пять песен: «Ride the Lightning (717 Tapes)» (№ 30 в 2021 году); «Outskirts of Heaven» с участием Крейга Кэмпбелла (№ 49, 2021 год); «Dark Night (717 Tapes)» (№ 40, 2022 год); «Wild Horse (717 Tapes)» (№ 35, 2022 год) и «Up to No Good» (№ 50, 2022 год).
2 марта 2024 года сингл поднялся на первое место кантри-чарта Country Airplay.

## Чарты
| Чарт (2023–2024)                   | Высшая позиция |
| ---------------------------------- | -------------- |
| Канада (Canadian Hot 100)          | 69             |
| Канада Country (Billboard)         | 29             |
| США (Billboard Hot 100)            | 19             |
| США (Country Airplay, Billboard)   | 1              |
| США (Hot Country Songs, Billboard) | 5              |

| Чарт (2023)                        | Позиция |
| ---------------------------------- | ------- |
| США (Hot Country Songs, Billboard) | 60      |

| Чарт (2024)                       | Позиция |
| --------------------------------- | ------- |
| США Billboard Hot 100             | 60      |
| США Country Airplay (Billboard)   | 3       |
| США Hot Country Songs (Billboard) | 16      |

## Сертификации
| Регион                                                                      | Сертификация  | Продажи   |
| --------------------------------------------------------------------------- | ------------- | --------- |
| Канада (Music Canada)                                                       | 3× Платиновый | 240 000   |
| Новая Зеландия (RMNZ)                                                       | Золотой       | 15 000    |
| США (RIAA)                                                                  | 2× Платиновый | 2 000 000 |
| Данные о продажах + прослушиваниях приведены только на основе сертификации. |               |           |